# Filippino Lippi

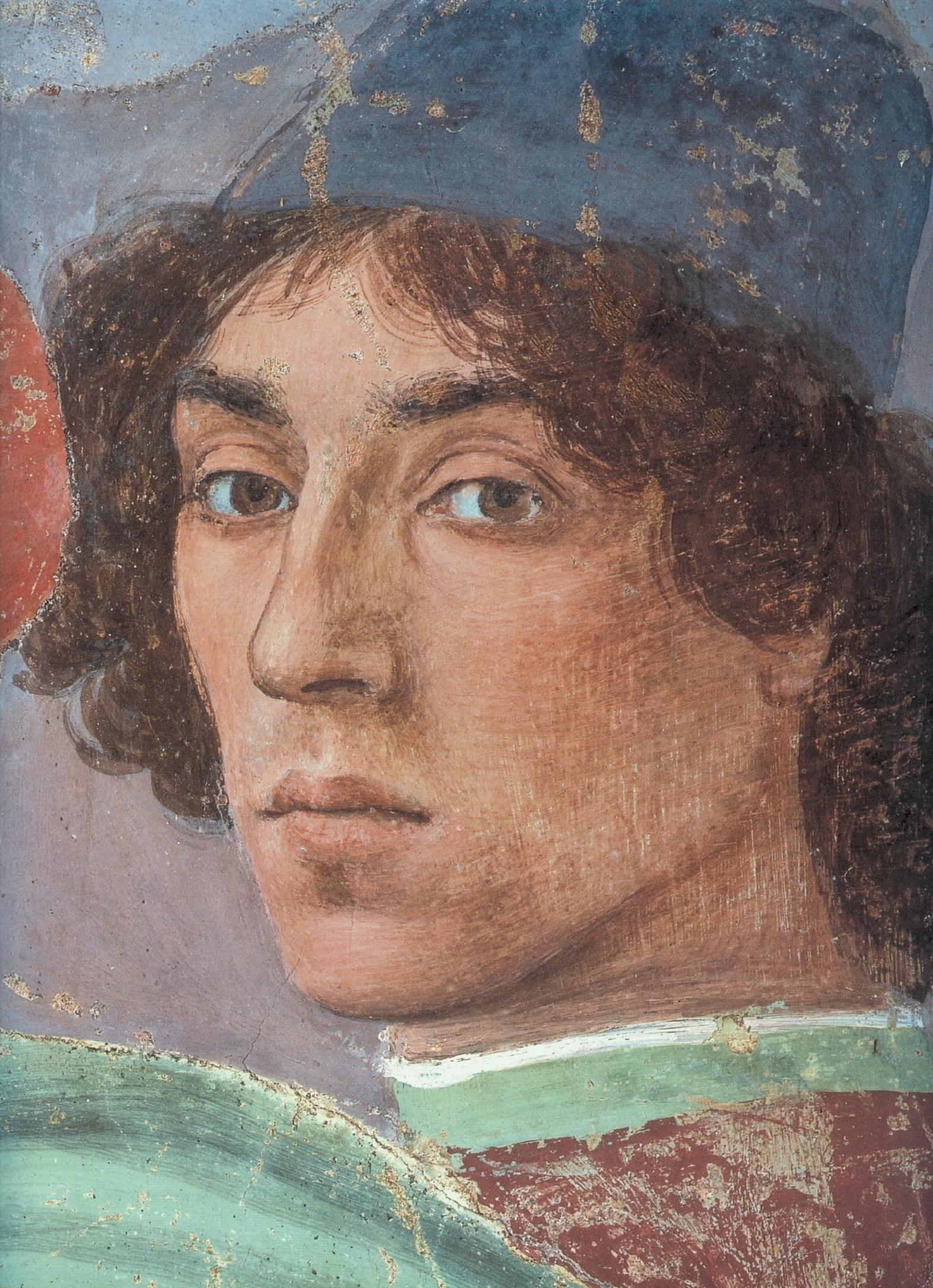
Filippino Lippi (Selbstbildnis), 1481–1482

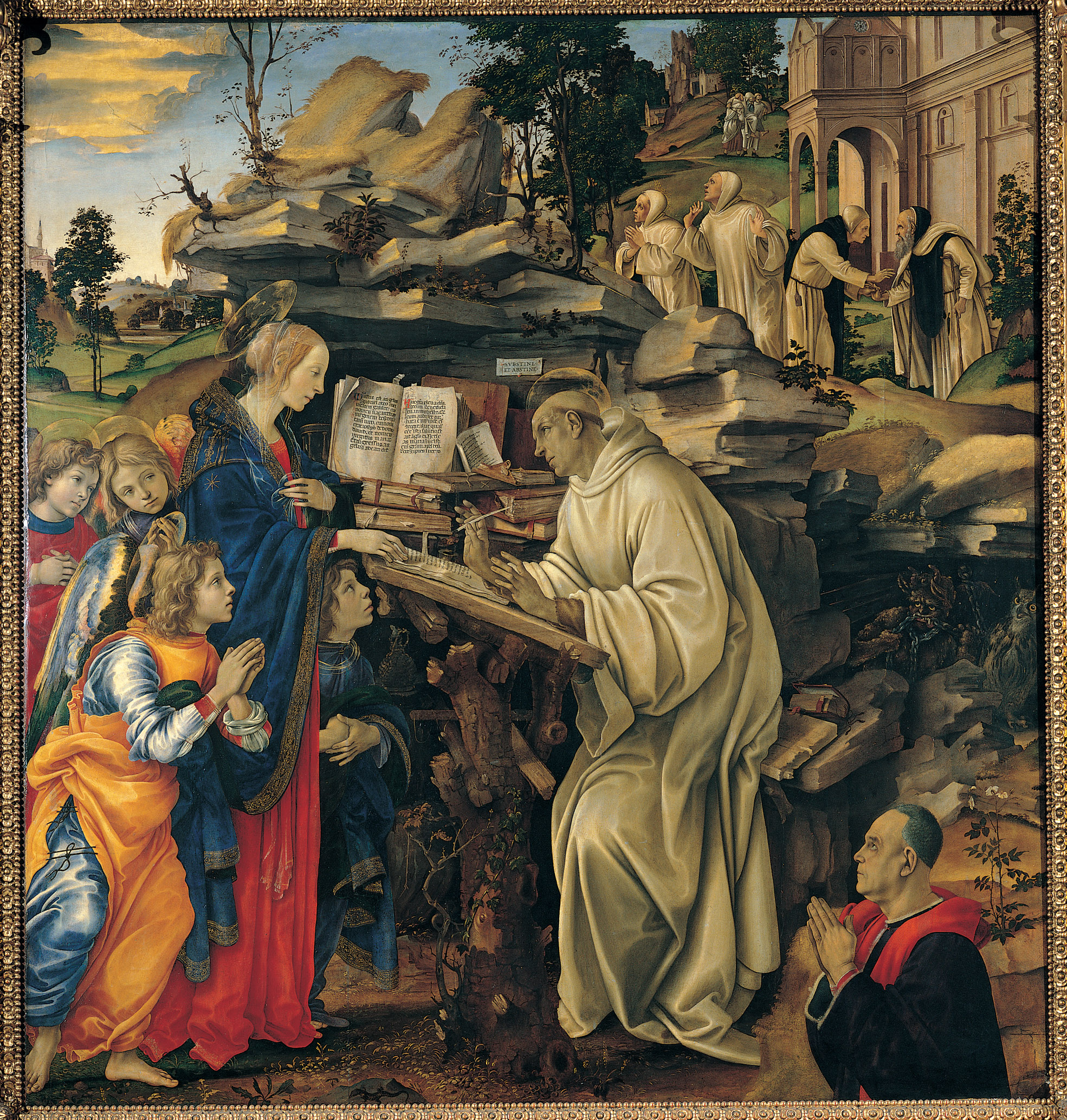
Vision des hl. Bernhard, um 1486

Filippino Lippi (* um 1457 in Prato; † 18. April 1504 in Florenz) war ein italienischer Maler der Renaissance. Mit der unruhigen Linienführung und der teils düsteren Farbgebung seines Spätwerks war er ein Vorläufer des italienischen Manierismus. Der Vorname Filippino ist eine spätere Benennung der Kunstgeschichtler in Unterscheidung zu seinem Vater; zu seiner Zeit hieß er Filippo und wurde auch nur so genannt.

## Leben
Lippi lernte die Malerei in der Malerwerkstatt seines Vaters Fra Filippo Lippi, nach dessen Tod 1469 in der Werkstatt von Fra Don Diamante, einem Freund seines Vaters. Sein Frühwerk wurde von dem Maler Sandro Botticelli beeinflusst, bei dem er seit 1472 arbeitete und der ein Schüler seines Vaters gewesen war. Daneben sind seine Werke stark von der flämischen Malerei inspiriert worden.
Von 1482 bis 1484 vollendete Filippino Lippi die Fresken Masaccios in der Brancacci-Kapelle der Kirche Santa Maria del Carmine in Florenz. Zeitweilig hielt er sich in Rom auf, wo er die Antike studierte. Von 1489 bis 1493 schuf er die Fresken der Carafa-Kapelle der Kirche Santa Maria sopra Minerva in Rom, die dortige Kirche der Florentiner. Sein Hauptauftraggeber war Lorenzo il Magnifico in Florenz, sein Spezialgebiet die Freskenmalerei.
Von seinen Zeitgenossen wurde „Filippo“ hoch gerühmt und als höflicher und liebenswürdiger Kamerad und Mitbürger beschrieben. Er galt als sehr sensibel, aber humorvoll. Er starb an den Folgen einer akuten Halsentzündung. Seinen drei jungen Söhnen und seiner Frau Maddalena di Piero Paolo Monti, die er 1497 geheiratet hatte, hinterließ er ein großes Vermögen und mehrere Häuser.

## Werkauswahl
- Tobias und der Engel (ca. 1475–1480, National Gallery of Art, Washington, D.C.)
- Vision des hl. Bernhard (um 1486, Badia Fiorentina, Florenz)
- Die Fürbitte Christi und Mariae (um 1495, Alte Pinakothek, München)
- Anbetung der Könige (1496, Uffizien, Florenz)
- Freskenzyklus in der Filippo-Strozzi-Kapelle der Kirche Santa Maria Novella (Florenz): Szenen aus dem Leben der Heiligen Johannes und Philipp (ca. 1497–1502, Florenz)
- Mystische Vermählung der Hl. Katharina (1501, Kirche San Domenico, Bologna)
- Martyrium des Hl. Sebastian (Palazzo Luca Grimaldi, „Palazzo Bianco“, Genua)
- Der verwundete Zentaur, Christ Church Picture Gallery, Oxford
- Fresken in der Carafa-Kapelle der Kirche Santa Maria sopra Minerva, Rom: Die Himmelfahrt Mariens, Die Verkündigung, Der Triumph des Heiligen Thomas und Das Wunder des Heiligen Thomas von Aquin

Filippino Lippi, Madonna mit dem Kind, 1486, Florenz
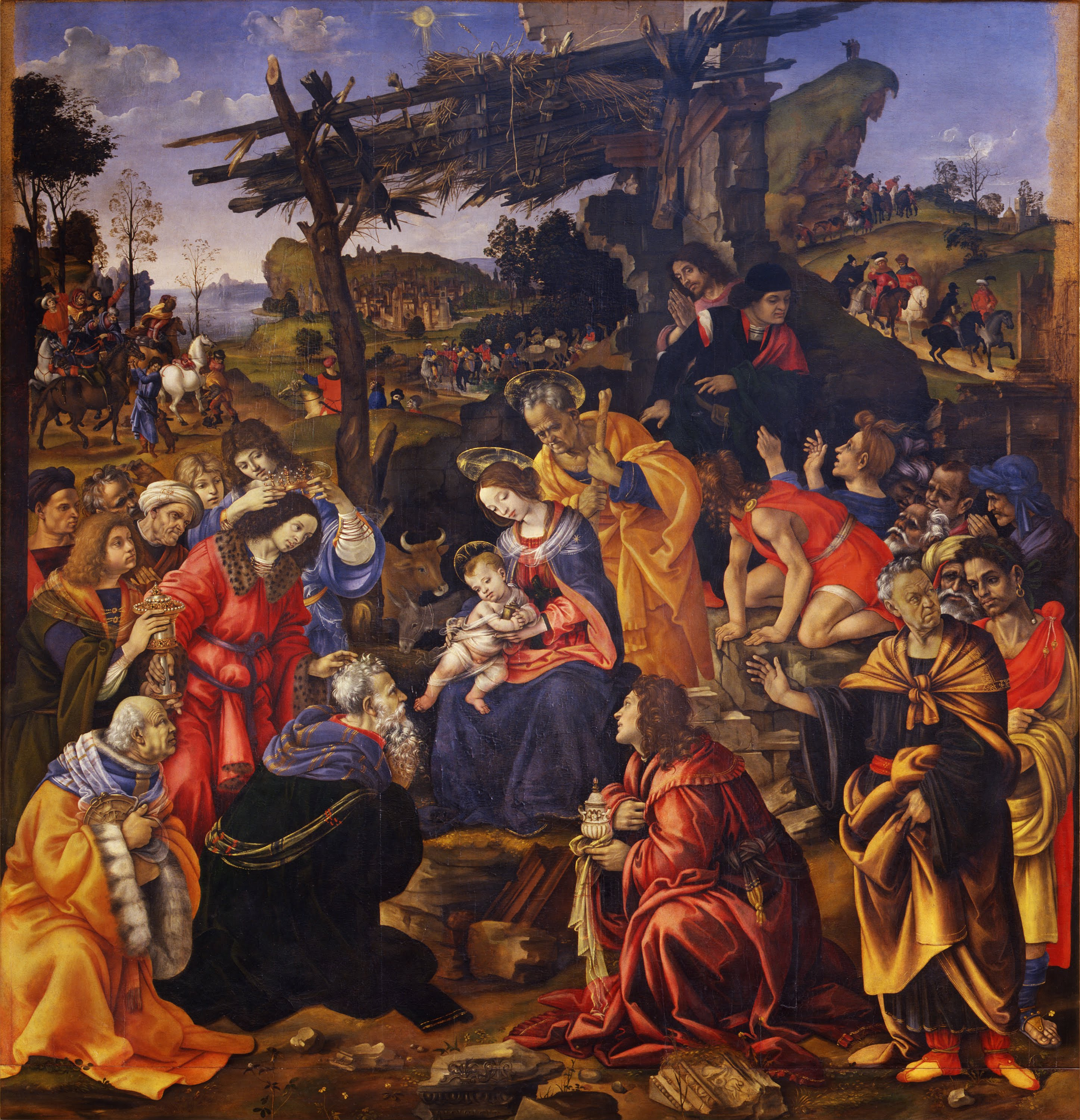
Filippino Lippi, Anbetung der Könige, 1496, Uffizien, Florenz
Filippino Lippi, Porträt eines jungen Mannes, National Gallery of Art, Washington

Fresken von Filippino Lippi in der Filippo-Strozzi-Kapelle der Kirche Santa Maria Novella in Florenz
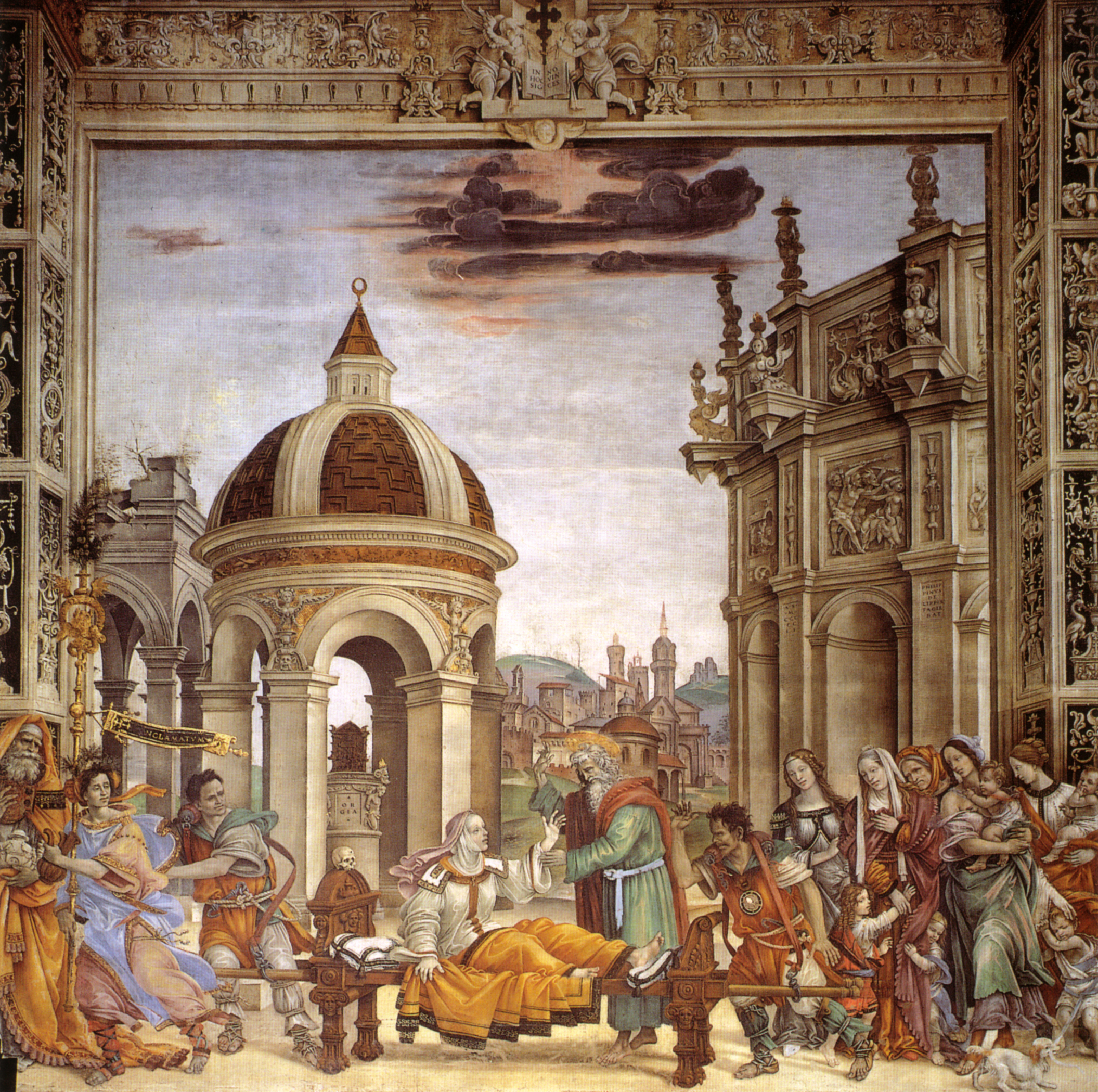
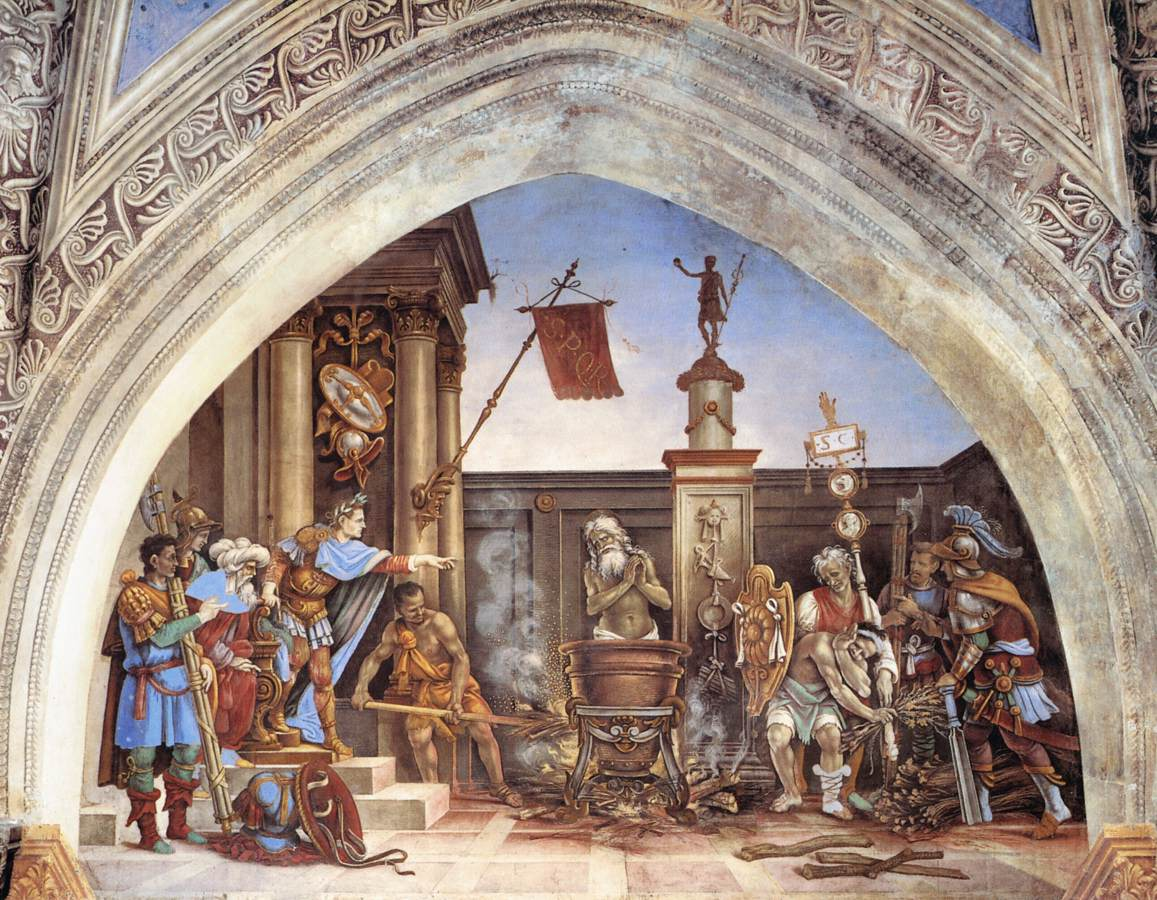
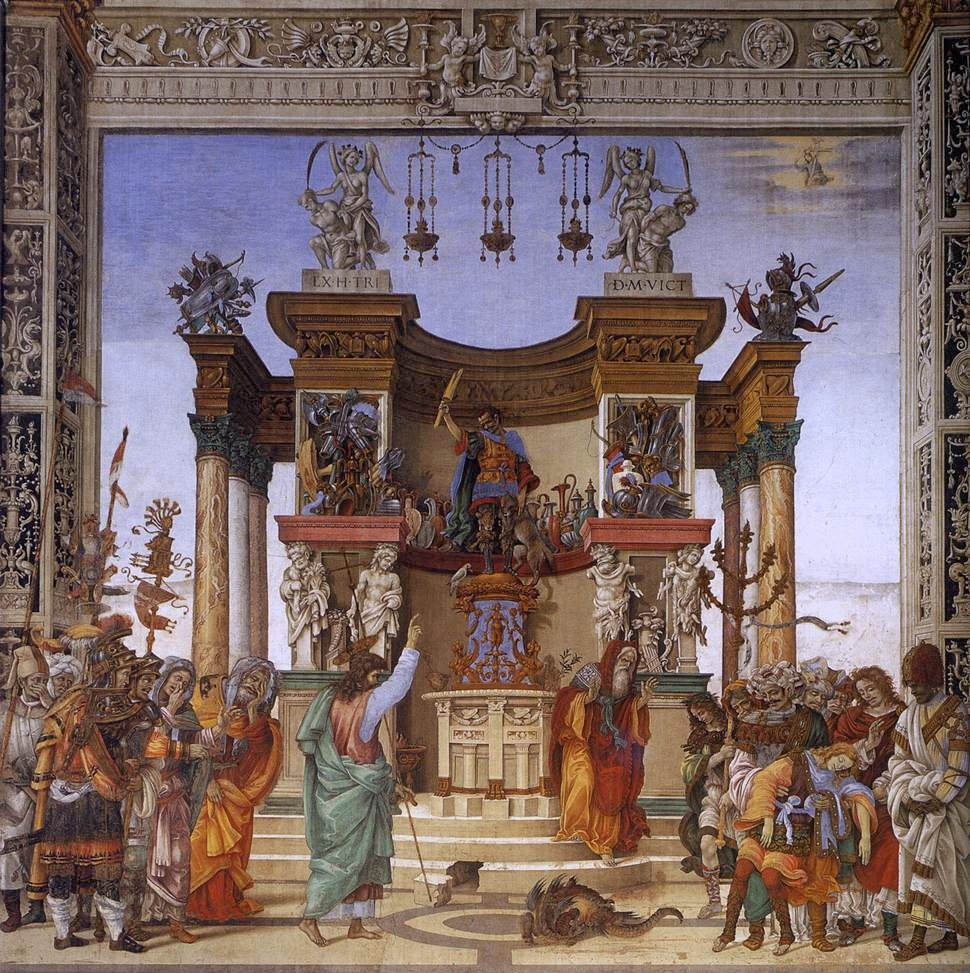
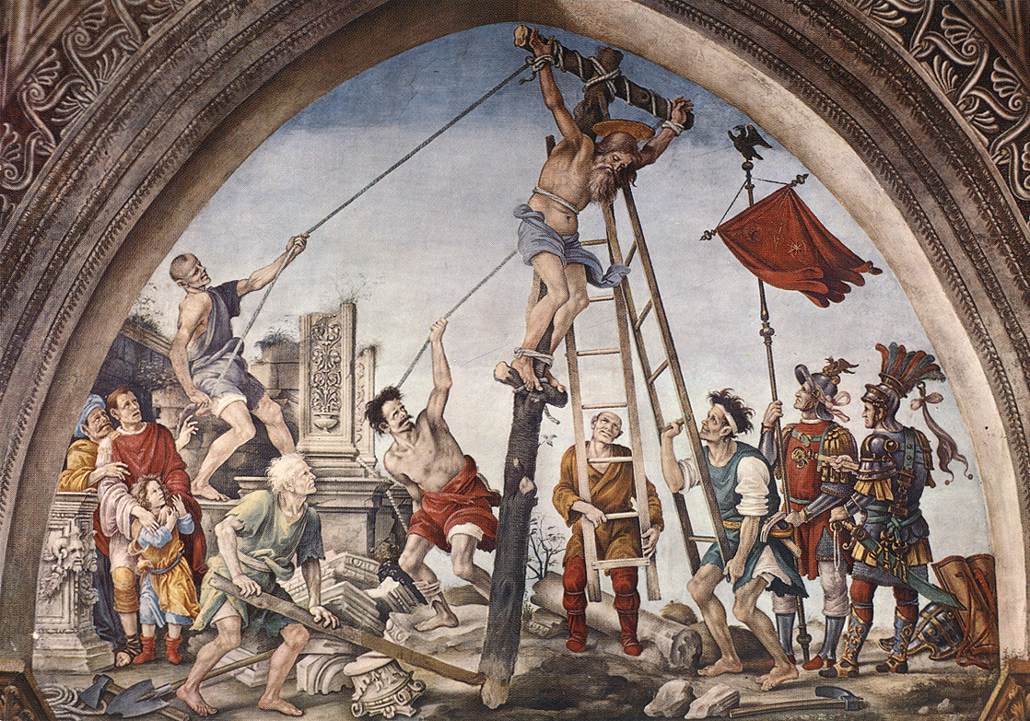